# Манастир Светог пророка Илије у Бресници
Манастир Бресница је смештен у близини села Бресница (Босилеград), код Босилеграда. Манастир је Српске православне цркве и припада епархији врањској.

## Историја
Храм из 1896. године. Данас је манастир без братства. Црква је реновирана око 2000. године. Конак није реновиран никад и у веома је лошем стању. До балканских ратова манастир је имао 2-3 монаха.
Терен на коме је црква подигнута има облик падине која се спушта у правцу север-југ. У непосредној близини цркве налази се конак са приземљем и спратом изнад. По исказу црквењака из оближњег села Белот, ту су некад постојале монашке ћелије. У околини цркве не постоје никакви трагови било каквих грађевина. Црква је грађена од делимично обрађених камених блокова неправилног облика. Сама црква је споља малтерисана само на западној страни на којој се налази сликана декорација. Сва четири зида трема са унутрашње стране су живописана. Иза олтарске апсиде налази се гробље. Гробови су уздигнути и од камена су. Видљиви су остаци шест гробова.
Иконостас се састоји од парапета и три низа икона и то – 7 престоних, 13 у апостолском реду и 13 у празничној зони. Такође постоји и 10 покретних икона.
Мобилијар Проскинитар се налази у средишњем простору тј, наосу. Рађен је од дрвета са богато сликаном декорацијом и украсима у дуборезу. Храм има своју проповедаоницу, певнички сто, архијерејски трон и столове као и црквене сасуде и богослужбене књиге.